# Louise Brachmann
Karoline Louise Brachmann (Pseudonyme „Klarfeld“, „Sternheim“, „Louise B.“) (* 9. Februar 1777 in Rochlitz; † 17. September 1822 in Halle/Saale) war eine deutsche Schriftstellerin.

## Leben
Karoline Louise Brachmann wurde als Tochter des Kreissekretärs Christian Paul Brachmann und dessen Frau Friederike Louise geb. Vollhard in Rochlitz geboren. Bedingt durch die Versetzungen des Vaters lebte Brachmann neben Rochlitz auch in Döbeln, Kölleda und ab 1787 in Weißenfels. Die Mutter, eine gebildete Pfarrerstochter, unterrichtete ihre Kinder selbst.
In Weißenfels lernte Brachmann die Geschwister Sidonie und Friedrich von Hardenberg (Novalis) kennen. Novalis vermittelte die Publikation einiger Gedichte Brachmanns in Schillers Horen und seinem Musenalmanach für 1798 und 1799. Für einen kleinen Gedichtband von ihr fungierte Schiller ebenfalls als Herausgeber.
Dreiundzwanzigjährig unternahm sie wegen einer Ehrverletzung einen Suizidversuch. Nachdem in den darauffolgenden Jahren ihre Eltern, ihre Schwester und ihre Kindheitsfreunde, die beiden Hardenbergs, gestorben waren, versuchte sie, sich durch Schriftstellerei ein Auskommen zu schaffen und war zur Vielschreiberei gezwungen. Dabei machte sie besonders häufig ein stilisiertes Mittelalter mit entsprechend stereotypen Ritterfiguren, wie sie in dieser Zeit beliebt waren, zum Thema. Unterstützung fand sie bei ihrer Tätigkeit durch Friedrich Schiller, Sophie Mereau und Clemens Brentano sowie Friedrich de la Motte Fouqué. Ihre ungesicherte Existenz, literarische Misserfolge und fehlende künstlerische Anerkennung führten immer wieder zu depressiven Schüben. Adolf Müllner charakterisierte sie als „deutsche Sappho“. Nach einer unglücklichen Liebesbeziehung ertränkte sich die 45-Jährige in der Saale.
In Weißenfels ist eine Straße nach ihr benannt.

## Werke
- Lyrische Gedichte, 1800
- Eudora, 1804

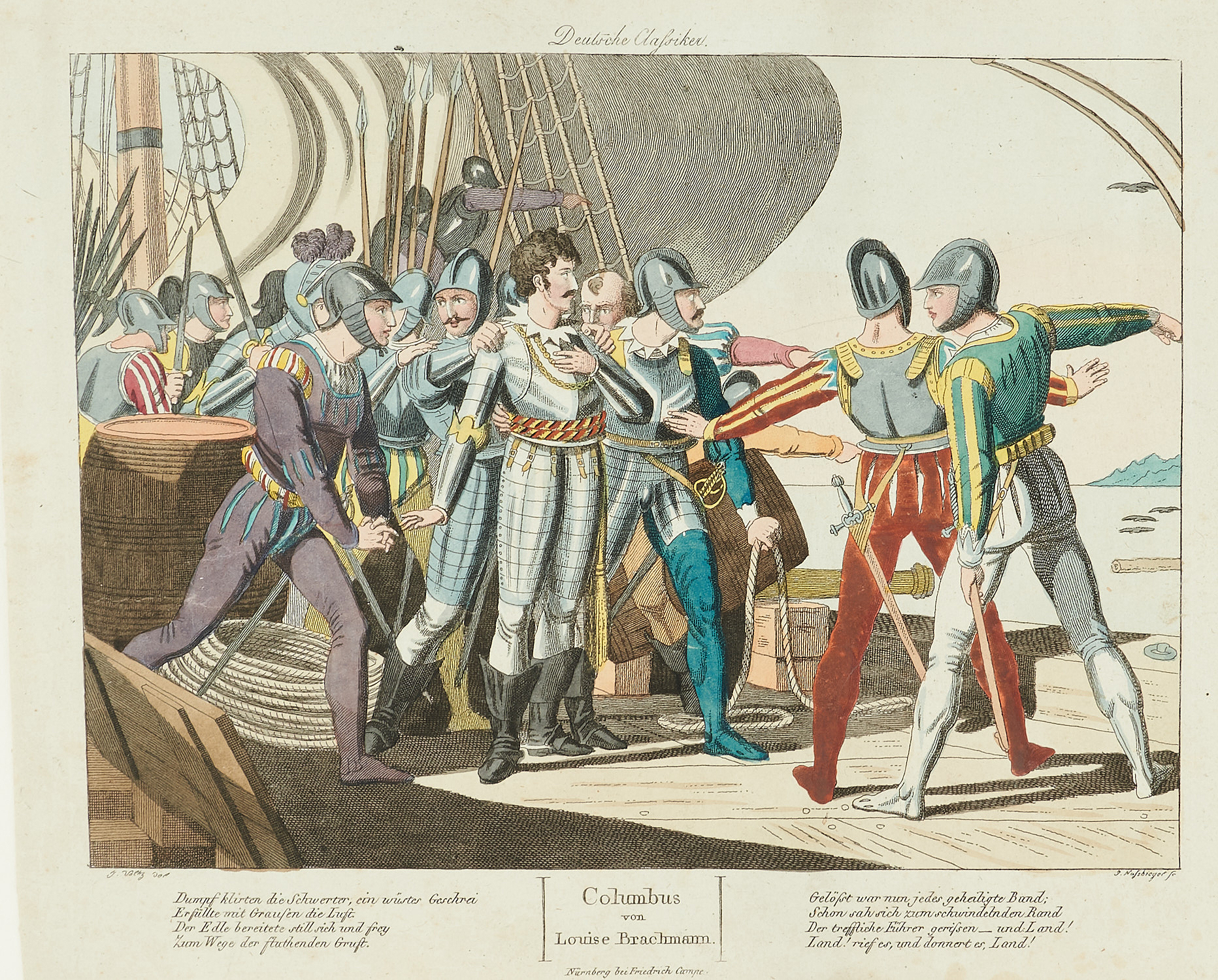
Deutsche Classiker. Columbus von Louise Brachmann, Kupferstich, 1815

- Gedichte von Louise Brachmann, Dessau und Leipzig, 1808
- Zeit und Liebe, u. a. Gedichte, in: Taschenbuch für das 1816, hrsg. St. Schütze, Frankfurt a. M. (1815)
- Romantische Blüten. Erzählungen, 1817
- Das Gottesurteil. Rittergedicht in fünf Gesängen, 1818
- Percival, in W.G. Becker’s Taschenbuch zum geselligen Vergnügen, 1818
- Novellen, 1819
- Schilderungen aus der Wirklichkeit. Novellen, 1820
- Novellen und kleine Romane, 1822
- Romantische Blätter, 1823
- Verirrungen oder die Macht der Verhältnisse, 1823
- (aus dem Nachlass veröff.:) Auserlesene Dichtungen, hrsg. von F. K. J. Schütz, 2 Bde., 1824
- (aus dem Nachlass veröff.:) Auserlesene Erzählungen und Novellen, hrsg. von K. L. Methusalem Müller, 4 Bde., 1826

Der Nachlass Karoline Louise Brachmanns liegt im Museum Weißenfels.